# Station Łambinowice
Station Łambinowice is een spoorwegstation in de Poolse plaats Łambinowice.